# Isolotto di Ottiolu
L'isolotto di Ottiolu  è un'isola del mar Tirreno situata a ridosso della costa nord-orientale della Sardegna, antistante l'omonima località.

Appartiene amministrativamente al comune di Budoni.